# Enrique Loynaz del Castillo
Enrique Xavier Loynaz del Castillo (Puerto Plata, República Dominicana, 5 de junio de 1871 - La Habana, Cuba, 10 de febrero de 1963) fue un libertador cubano, padre de la escritora Dulce María Loynaz. Participó de forma sobresaliente en la Guerra de 1895. Autor de la letra del Himno Invasor para el ejército independentista. Amigo y auxiliar de José Martí. Edecán del general Antonio Maceo, "el Titán de Bronce", conspiró junto a él en la emigración en Costa Rica, salvándole la vida en el atentado perpetrado contra su persona y combatiría a su lado años más tarde, en la Batalla de Mal Tiempo.

## Primeros años
Nació en Puerto Plata, República Dominicana, el 5 de junio de 1871, siendo el mayor de 17 hermanos nacidos dentro del matrimonio Loynaz del Castillo. Sus padres, Enrique Loynaz y Arteaga y Juana del Castillo y Bethancourt, eran cubanos independentistas que residían en la casa destinada a la delegación revolucionaria en esa ciudad. Graduado de bachiller en ciencias y letras y más tarde de profesor. Su padre había sido combatiente de la Guerra de los Diez Años (1868-1878), siendo el capitán y propietario de la Goleta Galvanic, primer barco con el que se llevó expedicionarios a Cuba en dicha contienda.

## Período entreguerras
En 1885 participó en una expedición de los generales Serafín Sánchez y Francisco Carrillo, que de acuerdo con Máximo Gómez vendría a Cuba.
En 1892 se entrevistó con José Martí en Nueva York y se comprometió a colaborar con la organización del movimiento revolucionario. Fue un activo luchador por la independencia. Fundó en 1893 el semanario separatista "El Guajiro" por el que fue multado y detenido en varias ocasiones. En ese mismo año fundó la empresa de tranvías de Camagüey. El 19 de marzo de 1894 Martí le entregó un armamento que embarcó dentro de los carros de la empresa. Fue denunciado y logró escapar por los montes de Santa Lucía, embarcándose hacia Nueva York.
En 1895 combatió como jefe del estado mayor de la primera división de Las Villas que comandaba el general Serafín Sánchez. Concurrió como representante a la Asamblea Constituyente de Jimuaguayú. Compuso el Himno Invasor el 15 de noviembre de 1895.
Enrique Loynaz del Castillo alcanzó los grados de General de Brigada por méritos de guerra, con los que se licenció del ejército. Durante la pseudorepública fue designado ministro plenipotenciario en México; comisionado general en la Exposición de San Francisco; ministro en Portugal, Panamá, Centroamérica, Santo Domingo, Haití y Venezuela.

## Participación en la Guerra Necesaria
Cumpliendo órdenes de José Martí, delegado del Partido Revolucionario Cubano, el 30 de marzo de 1894 introdujo un alijo de armas y municiones por la Aduana de Nuevitas, Camagüey. Fue descubierto, huyó y logró salir hacia Nueva York en el vapor alemán Amrun.
Martí determinó enviarlo a Costa Rica, donde fue secretario del mayor general Antonio Maceo, a quien salvó la vida en el atentado de que fuera objeto el 10 de noviembre de 1894, a la salida de un teatro en la ciudad de San José. En enero de 1895 participó en la organización del Plan Fernandina.
Ingresó en las filas del Ejército Libertador el 24 de julio de 1895 como miembro de la expedición del vapor James Woodall, que desembarcó por Tayabacoa, en la costa sur de Las Villas, bajo el mando del mayor general Carlos Roloff.
Fue destinado al cargo de jefe estado mayor del mayor general Serafín Sánchez, jefe de la primera división del cuarto cuerpo de Las Villas, con quien participó en las acciones de Taguasco y Los Pasitos.
Resultó elegido el 3 de septiembre de 1895 como representante por Camagüey a la Asamblea Constituyente de Jimaguayú, donde redactó la declaración de independencia contenida en la Constitución allí aprobada.
Integró la columna invasora con el cargo de ayudante de campo de Maceo. Compuso para esta el 15 de noviembre de 1895 el Himno Invasor.
Participó en todos los combates de esa etapa, destacándose, entre otros, en los de La Reforma, Boca del Toro, El Quirro, Batalla de Mal Tiempo, Santa Isabel, La Colmena, Coliseo, La Entrada, Calimete y El Estante. En enero de 1896 fue nombrado jefe del estado mayor del cuarto cuerpo, continuando bajo la jefatura de Serafín. Combatió en Manajanabo, Dos Caminos, El Faro, Cascorro, El Marino y Manaquitas.
El 31 de agosto de 1896 presentó un plan al consejo de gobierno para conducir una expedición armada a Puerto Rico. Considerando que las condiciones eran adversas al probable éxito de tal empresa, el consejo de gobierno lo desaprobó el 14 de septiembre de 1896.
Se destacó en el combate de Paso de las Damas un 18 de noviembre de 1896, donde cargó contra los españoles para rescatar el cuerpo sin vida de su jefe, tras cuya muerte quedó encargado interinamente de la inspección general del Ejército Libertador.
El 1 de enero de 1897 fue designado segundo jefe de la infantería del regimiento expedicionario, el cual operaba en la provincia de Matanzas, subordinado al general de división Avelino Rosas, jefe de la primera división del quinto cuerpo. Un mes más tarde lo nombraron jefe del estado mayor del mayor general José María Rodríguez, jefe del Departamento Occidental.
El 24 de junio de 1897 fue designado para sustituir al general de división Quintín Bandera con vistas a lo cual reorganizó el contingente expedicionario que se encontraba en territorio villareño, integrado fundamentalmente por orientales.
En agosto de 1897 se ofreció nuevamente para invadir a Puerto Rico en unión del entonces general de brigada José Lacret Morlot. En ese año libró los combates de Santa Teresa, Limones, Mercón, Quemados Grandes, Mabujina, Miranda, El Relámpago, Las Pozas, Valderrama, Punta del Hato, Ciénaga de Manjuarí, Río Voladora, Gϋinía de Miranda y La Jíquima, entre otros.
El 1 de abril de 1898 se reincorporó a su cargo de jefe del Estado Mayor del Departamento Occidental, en el que terminó la guerra con grado de general de brigada. Tomó parte en más de 60 acciones combativas.

## Actividad durante la República, últimos años y muerte
Fue secretario del Cuerpo de Policía de La Habana bajo las órdenes del mayor general Mario García Menocal durante la primera intervención estadounidense en Cuba (1899-1902). Se desempeñó como representante a la Cámara por Camagüey, desde 1902 hasta 1906.
En el alzamiento contra la reelección del presidente Tomás Estrada Palma en 1906, fue una de las principales figuras contra la reelección. Detenido el 19 de agosto de 1906 logró escapar para asumir el mando de las fuerzas sublevadas contra Estrada Palma en las provincias de La Habana y Matanzas.
Dirigió los combates de Babiney-Colorado el 5 de septiembre de 1906 y El Wajay el 14 de septiembre de 1906, donde resultó herido de machete en la cabeza. Dos días más tarde, el 16, fue proclamado con el grado de mayor general.
Se desempeñó como embajador de Cuba en México de 1908 a 1911. Participó en el alzamiento de los liberales contra el reeleccionismo del presidente Mario García Menocal, en febrero de 1917. En 1928 fue embajador en Portugal. Igual cargo ocupó en República Dominicana y Haití.
A su regreso a Cuba combatió a la dictadura de Gerardo Machado. Participó en la sublevación del cuerpo de policía de La Habana, el 12 de agosto de 1933. Reincorporado al servicio diplomático, fue embajador en Panamá y Venezuela.
En los últimos años de su vida se desempeñó como asesor del Ministerio de Estado desde donde sobresalió por su oposición al régimen del dictador Leónidas Trujillo en República Dominicana. Escribió la obra Memorias de la Guerra. Se retiró de la vida activa en 1947. 
Falleció en La Habana, el 10 de febrero de 1963, a los 91 años.

## Matrimonios y descendencia
Contrajo matrimonio en tres ocasiones. El 23 de septiembre de 1901 casó en primeras nupcias con María de las Mercedes Muñoz Sañudo (hija de Juan Muñoz Romay y de María de Regla Sañudo Rebollo), con quien tuvo 4 hijos, entre ellos a la poetisa Dulce María Loynaz.
Contrajo matrimonio por segunda ocasión, el 5 de junio de 1921, esta vez con la cubana Virginia Boza y Zayas-Bazán, de quien enviudó el 12 de abril de 1922.
Se casó por tercera y última vez con su sobrina Carmen Loynaz Escarra (hija de su hermano Ubaldo Alberto Loynaz del Castillo y de Ángela Escarra Puig) el 28 de septiembre de 1922, con quien engendró 3 hijos.

## Ascensos en el escalafón militar
- Comandante: 10 de octubre de 1895
- Teniente Coronel: 8 de febrero de 1896
- Coronel: 10 de julio de 1897
- General de Brigada: 10 de agosto de 1898

Se licenció el 12 de noviembre de 1898.
En diciembre de 1899, el gobierno de República Dominicana le confirió el grado de general del ejército de ese país.

## Himno Invasor
¡A las Villas valientes cubanos:
A Occidente nos manda el deber
De la Patria a arrojar los tiranos
¡A la carga: a morir o vencer!
De Martí la memoria adorada
nuestras vidas ofrenda al honor
y nos guía la fúlgida espada
de Maceo, el Caudillo Invasor.
Alzó Gómez su acero de gloria,
y trazada la ruta triunfal,
cada marcha será una victoria:
la victoria del Bien sobre el Mal.
¡Orientales heroicos, al frente:
Camagüey legendaria avanzad:
¡Villareños de honor, a Occidente,
por la Patria, por la Libertad!
De la guerra la antorcha sublime
en pavesas convierta el hogar;
porque Cuba se acaba, o redime,
incendiada de un mar a otro mar.
A la carga escuadrones volemos,
Que a degüello el clarín ordenó,
los machetes furiosos alcemos,
¡Muera el vil que a la Patria ultrajó!